# Аминов, Рим Файзрахманович
 Рим Файзрахманович Аминов  (род. 18 июня 1941) — театральный актёр, народный артист Республики Башкортостан (1993).
Один из самых ярких представителей «второго поколения» артистов Салаватского государственного башкирского драматического театра.

## Биография
Рим Файзрахманович Аминов родился 18 июня 1941 года в деревне Старо-Мусино Кармаскалинского района Республики Башкортостан.
Окончил Уфимский государственный институт искусств в 1970 году. С того же времени в труппе Салаватского театра.
Рим Аминов — актёр характерного дарования, ему свойственны тёплый юмор, простодушие. Его сценические образы отличаются богатством бытовых красок, наблюдательностью, выразительностью деталей. В его арсенале драматические и комедийные роли.
Многие годы Аминов Р. Ф. совмещал актёрскую деятельность с работой заместителя директора театра по организации зрителей.

## Роли в спектаклях
- Дамир — «Дети мои» (А. Атнабаев).
- Илготло, Кондозбай — «Ашкадар» (К. Акбашев).
- Исанбай — «Смелые девушки» (Т. Гиззат).
- Сафый — «Зятек» (Х. Ибрагимов).
- Каримбай — «Башмачки» (Х. Ибрагимов).
- Абдулла — «Похищение дедов» (Ф. Буляков).
- Абдулла — «Выходили бабки замуж» (Ф. Буляков).
- Бадри — «Галиябану» (М. Файзи).
- Рахимьян — «По следу оленихи, потерявшей оленёнка» (А. Гилязев).
- Азат Саттарович ?- «Последняя попытка» (М. Задорнов).
- Рафис, Шагит — «Прощание» (Т. Миннуллин).
- Левицкий — «Дальше — тишина» (В. Дельмар).
- Заки — «Цветок прощания — герань» (Ф. Буляков).
- Фарукша — «Матери ждут сыновей» (А. Мирзагитов).
- Рафаэль — «Не покидай меня, надежда» (Х. Иргалин).
- Гиляж — «Герой СССР» (А. Хусаинов).
- Тимофей — «Кавардак Forever!!!» (С. Лобозёров).
- Минула — «Лебёдушка моя» (А. Яхина).
- Мансур — «Ляйсан» (А. Муртазин).
- Рамазан — «У обрыва» (Ф. Буляков).
- Рыскул бей, Аксакал — «В ночь лунного затмения» (М.Карим).
- Исмагазим — «Медный браслет» (А. Яхина).
- Гаврила — «Черти-квартиранты» (Р.Кинзябаев).
- Аулия — «Адип-хан» (А.Хусаинов)
- Палач — «Салават» (М.Карим)[1]

## Роли в кино
- Бадри - "Галиябану. Легенда о любви" 2013

## Награды и премии
- Народный артист Республики Башкортостан (1993).
- Заслуженный артист Башкирской АССР (1989).
- Награждён многими почётными грамотами государственных учреждений и общественных организаций районов и городов РБ, в том числе города Салавата.